# Heimito von Doderer

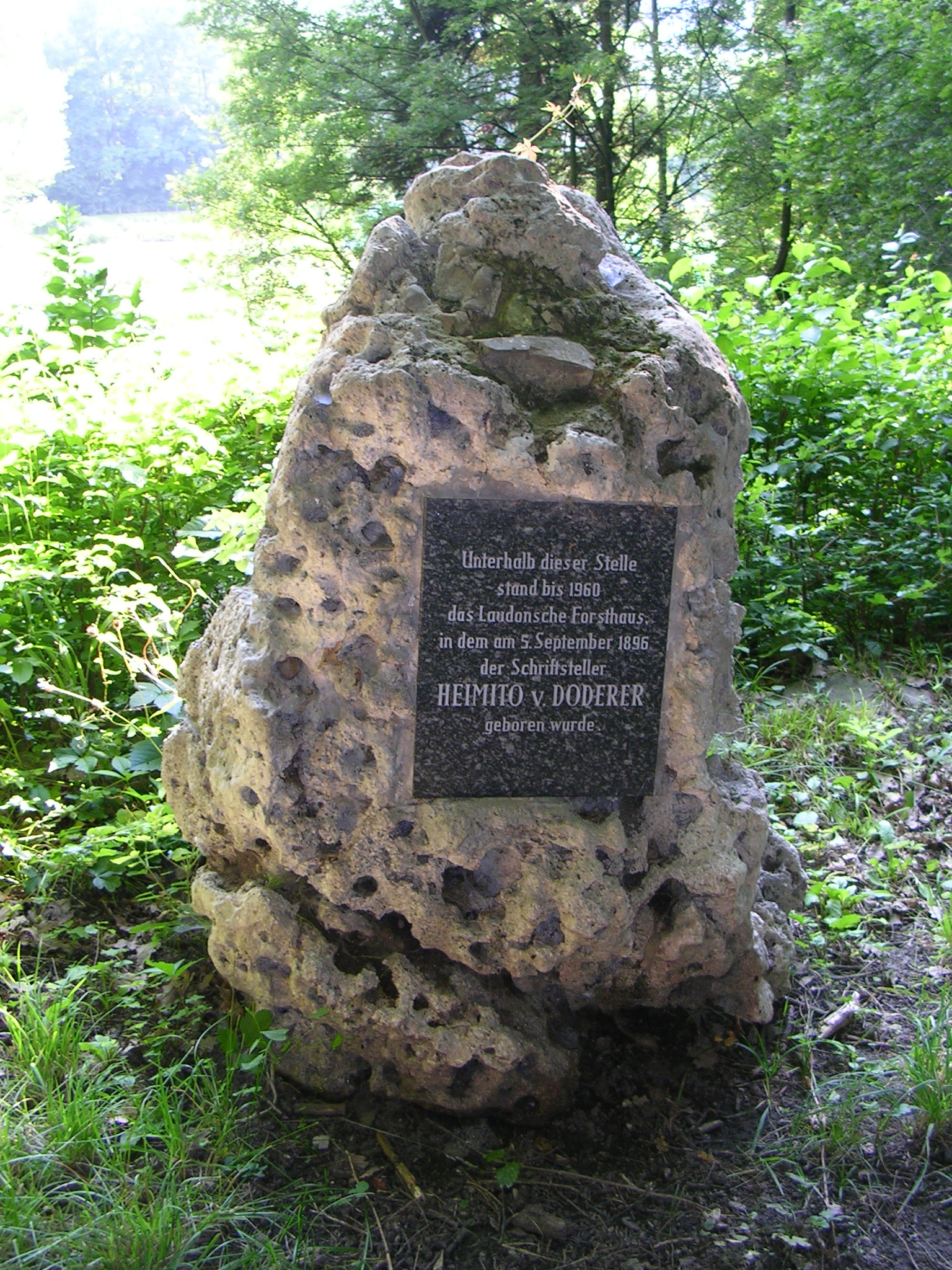
Gedenksteen van Heimito von Doderer

Franz Carl Heimito von Doderer (Weidlingau, 5 september 1896 - Wenen, 23 december 1966) was een Oostenrijks schrijver van romans.

## Leven
Doderer was de jongste van de zes kinderen van architect Wilhelm Carl von Doderer, die in 1877 in de adelstand was verheven als ridder von Doderer. Zijn ouders hadden beiden een welstellende achtergrond, en vader Doderer leidde een groot aantal belangrijke bouwprojecten, waaronder internationale trein- en waterverbindingen. Zijn vreemde naam, Heimito, is een opzettelijke verbastering van het Spaanse hypokorisme Jaimito, 'kleine Jaime'.
Doderer bezocht tussen 1902 en 1914 het Staatsgymnasium, waar hij geen zeer goede leerling was. Daarentegen is bekend dat hij met een van de leerkrachten een homoseksuele relatie had, en eveneens de plaatselijke bordelen frequenteerde. Hij verbleef meestal op het
buitenverblijf van de familie in Prein an der Rax. In 1914 ging hij aan de universiteit van Wenen recht studeren, maar besloot een jaar daarop aan de Eerste Wereldoorlog deel te nemen als cavalerist. In Rusland werd hij echter krijgsgevangen; zijn ervaringen in Siberië werden postuum gepubliceerd. Het duurde tot
1920 vooraleer de Oostenrijkse krijgsgevangenen naar huis konden terugkeren; ze verbleven eerst in Novosibirsk en later in Krasnojarsk, met een in Samara mislukte poging huiswaarts te keren in 1918.
Na zijn terugkeer studeerde Doderer vanaf 1921 voornamelijk geschiedenis; hij ontwikkelde daarnaast een sterke interesse voor de psychologie en las onder andere Weininger en Spengler. Hij knoopte een relatie met de pianiste Gusti ('Auguste') Hasterlik aan, met wie hij in 1930 huwde, en verdiepte zich in de middeleeuwen, ondertussen artikelen in tijdschriften publicerend. In 1927 pleegde zijn zus Helga zelfmoord, en in 1928 ging hij in Döbling wonen. Hij scheidde van zijn vrouw in 1932.
Reeds in 1933 werd Doderer lid van de NSDAP; toen de NSDAP in 1934 een mislukte staatsgreep in Oostenrijk pleegde, werd de partij aldaar verboden. Nadat hij in 1936 echter naar Dachau verhuisde, werd hij opnieuw lid — naar alle waarschijnlijkheid wist hij niet van het bestaan van het lokale 
concentratiekamp af. In 1938 publiceerde hij zijn eerste grote roman, Ein Mord, den jeder begeht. Hij wilde zich graag tot het katholicisme bekeren (de familie von Doderer behoorde tot de protestantse minderheid), en las de werken van Thomas van Aquino. Vanaf 1938 woonde hij weer in Wenen en woonde samen met Albert Paris Gütersloh. Hij bekeerde zich
in 1940. 
Tijdens de Tweede Wereldoorlog werkte Doderer voor de Luftwaffe in Frankrijk, maar kreeg met zenuwpijnen te kampen en werd achtereenvolgens naar Frankfurt (Oder), Wiesbaden en Schongau overgeplaatst. Uiteindelijk belandde hij in 1945 in Oslo, waar hij verder werkte aan zijn grote romanprojecten waaraan hij reeds jaren bezig was (hij heeft de oorlog grotendeels schrijvend doorgebracht). Zijn beroemdste roman, Die Strudlhofstiege, verscheen in 1951, alhoewel het werk reeds in 1948 was voltooid: Doderer was nooit uit de NSDAP getreden en na de oorlog op een zwarte lijst van nazi's terechtgekomen, en pas in 1947 werd hij, na een boete te hebben betaald, officieel 'witgewassen'. Hij ging in 1948 nog opnieuw geschiedenis studeren. Een officieel publicatieverbod werd hem niet opgelegd, wat niet inhield dat hij zijn werk gemakkelijk uitgegeven kreeg, niettegenstaande het contract dat hij had afgesloten. Pas toen Die Strudlhofstiege uitkwam, bleek het een ongezien succes te zijn: de roman ging resoluut tegen de Trümmerliteratur in, verheerlijkte het oude Wenen en werd door de joodse schrijfster Hilde Spiel enthousiast verdedigd. Doderer was op slag beroemd en zijn oorlogsverleden vergeten. Hij huwde in 1952 opnieuw, ditmaal met Maria Emma Thoma, maar in 1955 ging hij een affaire met de schrijfster Dorothea Zeemann aan.
Zijn vrouw en hijzelf zijn nooit gaan samenwonen. Hij voltooide Die Dämonen, waaraan hij eveneens reeds jarenlang bezig was, in 1957, tot grote bewondering van het publiek, en in 1958 ontving hij de Großer Österreichischer Staatspreis.
Hij schreef vóór zijn dood nog een volledige roman over de Merovingers en een onvoltooide tweedelige roman over de Zevende Symfonie van Beethoven.

## Werk
Doderers werk bestaat uit grote epische romans die het leven in Oostenrijk, en in het bijzonder in Wenen, uit de vroege twintigste eeuw op bijzonder barokke wijze vervlechten met algemeen universeel-existentiële bekommernissen. Hij borduurde voort op de gevestigde Oostenrijkse verteltraditie; zijn vertellingen zijn groots opgezet en omvatten diepgaande psychologische analyse. Vele van zijn romans werden in de jaren dertig aangevat, en moesten tot na de Tweede Wereldoorlog wachten om gepubliceerd te kunnen worden. Anders dan in Duitsland, bestond in het naoorlogse Oostenrijk bij velen geen sterke tendens om de literatuur radicaal te hervormen; in de Oostenrijkse literaire productie van de jaren 1950 is geen sprake van Trümmerliteratur. Integendeel: de breed uitgesponnen, barokke traditie wordt op de spits gedreven en verhalen worden grotesk, oeverloos complex en onoverzichtelijk. Von Doderer werd door sommigen Magniskribenz („grootschrijverij“) genoemd; zijn romans bevatten soms tientallen personages, die ogenschijnlijk niets met elkaar te maken hebben, maar wier levensloop op een bepaald moment desondanks samenkomt.
Die Strudlhofstiege neemt de gelijknamige trap in Wenen als centraal decor voor het epische verhaal van majoor Melzer dat zich tussen 1910 en 1925 afspeelt. Die Dämonen is geïnspireerd door Dostojevski; Die Merowinger brengt het oude Frankische geslacht in verband met het contemporaine Oostenrijk. Doderer wisselt gestadig van vertelperspectief en doorsnijdt zijn verhaallijn met ironische commentaren. Desalniettemin ligt aan elke roman een minutieus uitgestippeld plan ten gronde, dat ten uitvoer wordt gebracht onder een wildgroei van perspectivistische wissels en bizar innuendo (Von Doderer was een biseksueel met sadistische neigingen).
Von Doderer hield dagboeken bij, die enig licht werpen op zijn innerlijke drijfveren. Voor Doderer bestonden er twee werkelijkheden: er is enerzijds de banale maatschappelijke werkelijkheid, waarin zich politiek, wetenschap en filosofie afspelen, en anderzijds de innerlijke realiteit; deze laatste is de echte. Zijn analyse van de post-wilhelminische tijdgeest wordt bewonderd wegens haar nauwkeurigheid (die wellicht aan haar uitvoerigheid te danken is) en ironische afstandname.
Twee romans van Doderer zijn in het Nederlands vertaald en beide uitgegeven door Atlas: in 2002 verscheen Ieder mens een moordenaar en in 2008 De Strudlhoftrappen of Melzer en de diepte der jaren.

## Lijst van werken
- 1924 Die Bresche
- 1930 Das Geheimnis des Reichs
- 1938 Ein Mord, den jeder begeht
- 1940 Ein Umweg
- 1950 Die erleuchteten Fenster oder Die Menschwerdung des Amtsrates Julius Zihal
- 1951 Die Strudlhofstiege. Melzer und die Tiefe der Jahre
- 1956 Die Dämonen. Nach der Chronik des Sektionsrates Geyrenhoff
- 1958 Die Posaunen von Jericho
- 1959 Grundlagen und Funktion des Romans (verhandeling)
- 1959 Die Peinigung der Lederbeutelchen
- 1962 Die Merowinger oder Die totale Familie
- 1963 Die Wasserfälle von Slunj (deel I van Roman Nr. 7)
- 1966 Unter schwarzen Sternen
- 1966 Meine neunzehn Lebensläufe und neun andere Geschichten
- 1967 Der Grenzwald (deel II van Roman Nr. 7)
- 1969 Repertorium (aantekeningen)
- 1991 Die sibirische Klarheit

En een viertal verzamelde dagboeken.
- Bibsys: 90096053
- Biblioteca Nacional de España: XX908535
- Bibliothèque nationale de France: cb120383433 (data)
- Catàleg d'autoritats de noms i títols de Catalunya: 981058529987006706
- CiNii: DA01775415
- Gemeinsame Normdatei: 118526162
- International Standard Name Identifier: 0000 0001 2137 2223
- Library of Congress Control Number: n50037009
- Nationale Bibliotheek van Letland: 000161474
- MusicBrainz: d949d2b8-2ef7-48f2-9532-22d97ef4dfaf
- Nationale Bibliotheek van Tsjechië: jo2002102391
- Nationale bibliotheek van Australië: 35688008
- Nationale Bibliotheek van Israël: 987007260549305171
- Nationale Bibliotheek van Polen: a0000001178663
- Nationale en Universitaire bibliotheek Zagreb: 000012841
- Nederlandse Thesaurus van Auteursnamen: 068210035
- Réseau des bibliothèques de Suisse occidentale: 02-A003184085
- Istituto Centrale per il Catalogo Unico: CFIV084695
- LIBRIS: 183902
- SNAC: w6hm82jq
- Système universitaire de documentation: 028575105
- Trove: 1043149
- Union List of Artist Names: 500245286
- Virtual International Authority File: 66484234
- WorldCat: E39PBJh8QxHmbFJW4qbyRwQg8C